# 35th Anniversary "Celebration" 〜from YU to you〜
『35th Anniversary "Celebration" 〜from YU to you〜』（サーティフィフス・アニヴァーサリー セレブレイション フロム・ユー・トゥ・ユー）は、2018年4月18日に発売された早見優のベスト・アルバムである。発売元はユニバーサルミュージック。

## 解説
- デビュー35周年を記念して、2017年12月1日から30日までの間、「これを聴くと、とにかくHAPPYになれる！」をテーマにファンから投票を募り、その結果を基に制作されたベスト・アルバム[1]。
- 特典DVDには早見が出演したCM映像が収録されている。

## 収録曲

### CD
1. 急いで!初恋
作詞：松本一起／作曲：小杉保夫／編曲：大谷和夫
2. Love Light
作詞：三浦徳子／作曲：Jimmy Jackson／編曲：萩田光雄
3. 夏色のナンシー
作詞：三浦徳子／作曲：筒美京平／編曲：茂木由多加
ミニ・アルバム『Dear』収録ヴァージョン。
4. 渚のライオン
作詞：三浦徳子／作曲：筒美京平／編曲：茂木由多加
5. ラッキィ・リップス
作詞：三浦徳子／作曲：筒美京平／編曲：大村雅朗
6. 誘惑光線・クラッ!
作詞：松本隆／作曲：筒美京平／編曲：大村雅朗
7. 緑色のラグーン
作詞：松本隆／作曲：筒美京平／編曲：大村雅朗
「誘惑光線・クラッ！」B面曲。
8. 哀愁情句
作詞：銀色夏生／作曲：筒美京平／編曲：船山基紀
9. Tonight
作詞：Annie／作曲：NOBODY／編曲：茂木由多加
無表記だが7thアルバム『WOW!』収録ヴァージョン。
10. PARTY GIRL
作詞・作曲：Annie／編曲：伊藤銀次
7thアルバム『WOW!』収録曲。
11. PASSION
作詞・作曲：中原めいこ／編曲：新川博
12. XANADU
作詞・作曲：中原めいこ／編曲：新川博
「PASSION」のB面曲。
13. 西暦1986
作詞：松本一起／作曲：佐藤健／編曲：大村雅朗
14. Newsにならない恋
作詞：澤地隆／作曲：Chage／編曲：伊豆一彦
15. Love Station
作詞：澤地隆／作曲：高橋研／編曲：西平彰
16. ハートは戻らない
作詞・作曲：C.Bruhn・E.Bruhn・R.W.P.James／訳詞：森浩美／編曲：西平彰
17. Tokio Express
作詞：売野雅勇／作曲：鈴木キサブロー／編曲：新川博
18. GET UP
作詞：湯川れい子／作曲：葛口雅行／編曲：武部聡志
19. 溶けるようにkiss me
作詞：早見優／作曲：藤井隆／編曲：冨田謙
ミニ・アルバム『Delicacy of Love』収録曲。
20. 優ちゃんのハロウィン
作詞：早見優／作曲：じみーぶらうん／編曲：岸本ひろし
企画アルバム『早見優のアメリカン・キッズ』収録曲。

### 特典DVD
1. ジャケット撮影メイキング
2. 日本コカ・コーラ コカ・コーラ 「Yes Coke Yes ’83」 篇
3. 資生堂 バスボンヘアコロンシャンプー・リンス 「三つのとくちょう」篇
4. 資生堂 バスボンヘアコロンシャンプー・リンス 「虫」篇・夏
5. 東芝 Rupoシリーズ 「Rupo草原」篇
6. 東芝 Rupoシリーズ 「Rupo年賀状」篇
7. ダイハツ工業 リーザ660 「優の手作り」篇
8. 参天製薬 サンテドウ 「夏」篇
9. 参天製薬 サンテドウ 「テニス」篇
10. コーセー サンタフェスタ 「あたりまえを超える夏」篇
11. コーセー アブニール 「早見 優」篇
12. 宝酒造 タカラcanチューハイ 「ヨット」篇
13. 宝酒造 タカラcanチューハイ 「気球」篇